# Ivan Ljubičić
Ivan Ljubičić (phát âm tiếng Croatia: [ǐv̞an ʎûbitʃitɕ], sinh ngày 19 tháng 3 năm 1979) là cựu vận động viên quần vợt người Croatia, huấn luyện viên và bình luận viên tennis trên truyền hình . Vị trí cao nhất sự nghiệp của anh là số 3 thế giới vào ngày 1 tháng 5 năm 2006. Sở trường của Ljubičić là các sân thi đấu trong nhà như mặt sân thảm và sân cứng. Dù chủ yếu thi đấu cuối sân, anh cũng được biết tới với khả năng lên lưới tốt (Ljubičić là một tay vợt volley cừ khôi, đặc biệt khi thi đấu ở nội dung đôi). Với cú trái một tay, anh cũng thường xuyên cắt bóng và bỏ nhỏ để bắt đối phương di chuyển. Ljubičić sử dụng cây vợt Head Youtek Extreme Pro Racquet sau khi dùng cây Babolat Pure Drive gần như suốt sự nghiệp của mình. Ljubičić từng là thành viên của Hội đồng vận động viên của ATP, và là một trong số ít tay vợt tham gia ban quản trị của ATP.
Ljubičić và Mario Ančić là một trong số ít bộ đôi giành chiến thắng trước Bob và Mike Bryan trong lịch sử Davis Cup, bên cạnh cặp Arnaud Clément – Michaël Llodra (Pháp), Marcelo Melo – Bruno Soares (Brazil) và Nenad Zimonjić – Ilija Bozoljac (Serbia). Ljubičić là đội trưởng đội tuyển Croatia giành chức vô địch Davis Cup 2005 sau khi đánh bại đội tuyển Slovakia ở trận chung kết.
Tháng 4 năm 2012, sau hàng loạt chấn thương, Ljubičić giải nghệ ở tuổi 33. Kể từ khi nghỉ hưu, Ljubičić đã huấn luyện các tay vợt xếp hạng top 3 ATP như Milos Raonic và Roger Federer. Ông được ghi nhận đã cải thiện cú đánh trái tay của Federer trong giai đoạn sau của sự nghiệp, đặc biệt là với những cú đánh cao, cũng như giới thiệu những thay đổi chiến thuật trong việc thực hiện cú đánh sớm hơn: giảm thời gian, tốc độ và nhịp điệu của đối thủ, đồng thời làm cho lối chơi của Federer trở nên hiệu quả hơn.

## Các trận chung kết quan trọng

### Trận tranh huy chương Olympic

#### Đôi: 1 (1 huy chương đồng)
| Kết quả | Năm  | Giải đấu        | Mặt sân | Đồng đội    | Đối thủ                      | Tỷ số                |
| ------- | ---- | --------------- | ------- | ----------- | ---------------------------- | -------------------- |
| Đồng    | 2004 | Summer Olympics | Cứng    | Mario Ančić | Mahesh Bhupathi Leander Paes | 7–6(7–5), 4–6, 16–14 |

### Chung kết ATP Masters Series

#### Đơn: 4 (1 danh hiệu, 3 á quân)
| Kết quả | Năm  | Giải đấu            | Mặt sân  | Đối thủ       | Tỷ số                        |
| ------- | ---- | ------------------- | -------- | ------------- | ---------------------------- |
| Á quân  | 2005 | Madrid, Tây Ban Nha | Cứng (i) | Rafael Nadal  | 6–3, 6–2, 3–6, 4–6, 6–7(3–7) |
| Á quân  | 2005 | Paris, Pháp         | Thảm (i) | Tomáš Berdych | 3–6, 4–6, 6–3, 6–4, 4–6      |
| Á quân  | 2006 | Miami, Mỹ           | Cứng     | Roger Federer | 6–7(5–7), 6–7(4–7), 6–7(6–8) |
| Vô địch | 2010 | Indian Wells, Mỹ    | Cứng     | Andy Roddick  | 7–6(7–3), 7–6(7–5)           |

## Chung kết ATP

#### Đơn: 24 (10 danh hiệu, 14 á quân)
| Giải đấu                          |
| --------------------------------- |
| Grand Slam (0–0)                  |
| ATP World Tour Finals (0–0)       |
| ATP World Tour Masters 1000 (1–3) |
| ATP World Tour 500 Series (2–3)   |
| ATP World Tour 250 Series (7–8)   |

| Mặt sân       |
| ------------- |
| Cứng (7–12)   |
| Đất nện (0–0) |
| Cỏ (1–0)      |
| Thảm (2–2)    |

| Kiểu sân         |
| ---------------- |
| Ngoài trời (4–4) |
| Trong nhà (6–10) |

| Kết quả | Số thứ tự | Ngày          | Giải đấu                 | Mặt sân  | Đối thủ             | Tỷ số                        |
| ------- | --------- | ------------- | ------------------------ | -------- | ------------------- | ---------------------------- |
| Vô địch | 1.        | Th10 năm 2001 | Lyon, Pháp               | Thảm (i) | Younes El Aynaoui   | 6–3, 6–2                     |
| Á quân  | 1.        | Th1 năm 2004  | Doha, Qatar              | Cứng     | Nicolas Escudé      | 3–6, 6–7(4–7)                |
| Á quân  | 2.        | Th1 năm 2005  | Doha, Qatar              | Cứng     | Roger Federer       | 3–6, 1–6                     |
| Á quân  | 3.        | Th2 năm 2005  | Marseille, Pháp          | Cứng (i) | Joachim Johansson   | 5–7, 4–6                     |
| Á quân  | 4.        | Th2 năm 2005  | Rotterdam, Hà Lan        | Cứng (i) | Roger Federer       | 7–5, 5–7, 6–7(5–7)           |
| Á quân  | 5.        | Th2 năm 2005  | Dubai, UAE               | Cứng     | Roger Federer       | 1–6, 7–6(8–6), 3–6           |
| Vô địch | 2.        | Th10 năm 2005 | Metz, Pháp               | Cứng (i) | Gaël Monfils        | 7–6(9–7), 6–0                |
| Vô địch | 3.        | Th10 năm 2005 | Vienna, Áo               | Cứng (i) | Juan Carlos Ferrero | 6–2, 6–4, 7–6(7–5)           |
| Á quân  | 6.        | Th10 năm 2005 | Madrid, Tây Ban Nha      | Cứng (i) | Rafael Nadal        | 6–3, 6–2, 3–6, 4–6, 6–7(3–7) |
| Á quân  | 7.        | Th11 năm 2005 | Paris, Pháp              | Thảm (i) | Tomáš Berdych       | 3–6, 4–6, 6–3, 6–4, 4–6      |
| Vô địch | 4.        | Th1 năm 2006  | Chennai, Ấn Độ           | Cứng     | Carlos Moyà         | 7–6(8–6), 6–2                |
| Vô địch | 5.        | Th2 năm 2006  | Zagreb, Croatia          | Thảm (i) | Stefan Koubek       | 6–3, 6–4                     |
| Á quân  | 8.        | Th4 năm 2006  | Miami, Mỹ                | Cứng     | Roger Federer       | 6–7(5–7), 6–7(4–7), 6–7(6–8) |
| Á quân  | 9.        | Th10 năm 2006 | Bangkok, Thái Lan        | Cứng (i) | James Blake         | 3–6, 1–6                     |
| Vô địch | 6.        | Th10 năm 2006 | Vienna, Áo               | Cứng (i) | Fernando González   | 6–3, 6–4, 7–5                |
| Vô địch | 7.        | Th1 năm 2007  | Doha, Qatar              | Cứng     | Andy Murray         | 6–4, 6–4                     |
| Á quân  | 10.       | Th2 năm 2007  | Zagreb, Croatia          | Thảm (i) | Marcos Baghdatis    | 6–7(4–7), 6–4, 4–6           |
| Á quân  | 11.       | Th2 năm 2007  | Rotterdam, Hà Lan        | Cứng (i) | Mikhail Youzhny     | 2–6, 4–6                     |
| Vô địch | 8.        | Th6 năm 2007  | 's-Hertogenbosch, Hà Lan | Cỏ       | Peter Wessels       | 7–6(7–5), 4–6, 7–6(7–4)      |
| Á quân  | 12.       | Th3 năm 2008  | Zagreb, Croatia          | Cứng (i) | Sergiy Stakhovsky   | 5–7, 4–6                     |
| Vô địch | 9.        | Th11 năm 2009 | Lyon, Pháp (2)           | Cứng (i) | Michaël Llodra      | 7–5, 6–3                     |
| Vô địch | 10.       | Th3 năm 2010  | Indian Wells, Mỹ         | Cứng     | Andy Roddick        | 7–6(7–3), 7–6(7–5)           |
| Á quân  | 13.       | Th10 năm 2010 | Montpellier, Pháp        | Cứng (i) | Gaël Monfils        | 2–6, 7–5, 1–6                |
| Á quân  | 14.       | Th9 năm 2011  | Metz, Pháp               | Cứng (i) | Jo-Wilfried Tsonga  | 3–6, 7–6(7–4), 3–6           |

#### Đôi: 4 (4 á quân)
| Legend                            |
| --------------------------------- |
| Grand Slam (0–0)                  |
| ATP World Tour Finals (0–0)       |
| ATP World Tour Masters 1000 (0–0) |
| ATP World Tour 500 Series (0–0)   |
| ATP World Tour 250 Series (0–4)   |

| Mặt sân       |
| ------------- |
| Cứng (0–1)    |
| Đất nện (0–2) |
| Cỏ (0–0)      |
| Thảm (0–1)    |

| Kiểu sân         |
| ---------------- |
| Ngoài trời (0–2) |
| Trong nhà (0–2)  |

| Kết quả | Số thứ tự | Ngày          | Giải đấu      | Mặt sân  | Đồng đội    | Đối thủ                         | Tỷ số                   |
| ------- | --------- | ------------- | ------------- | -------- | ----------- | ------------------------------- | ----------------------- |
| Á quân  | 1.        | Th7 năm 2000  | Umag, Croatia | Đất nện  | Lovro Zovko | Álex López Morón Albert Portas  | 1–6, 6–7(2–7)           |
| Á quân  | 2.        | Th11 năm 2000 | Lyon, Pháp    | Thảm (i) | Jack Waite  | Paul Haarhuis Sandon Stolle     | 1–6, 7–6(7–2), 6–7(7–9) |
| Á quân  | 3.        | Th7 năm 2001  | Umag, Croatia | Đất nện  | Lovro Zovko | Sergio Roitman Andrés Schneiter | 2–6, 5–7                |
| Á quân  | 4.        | Th10 năm 2004 | Metz, Pháp    | Cứng (i) | Uros Vico   | Arnaud Clément Nicolas Mahut    | 2–6, 6–7(8–10)          |